# 피오트르 안데르셰프스키

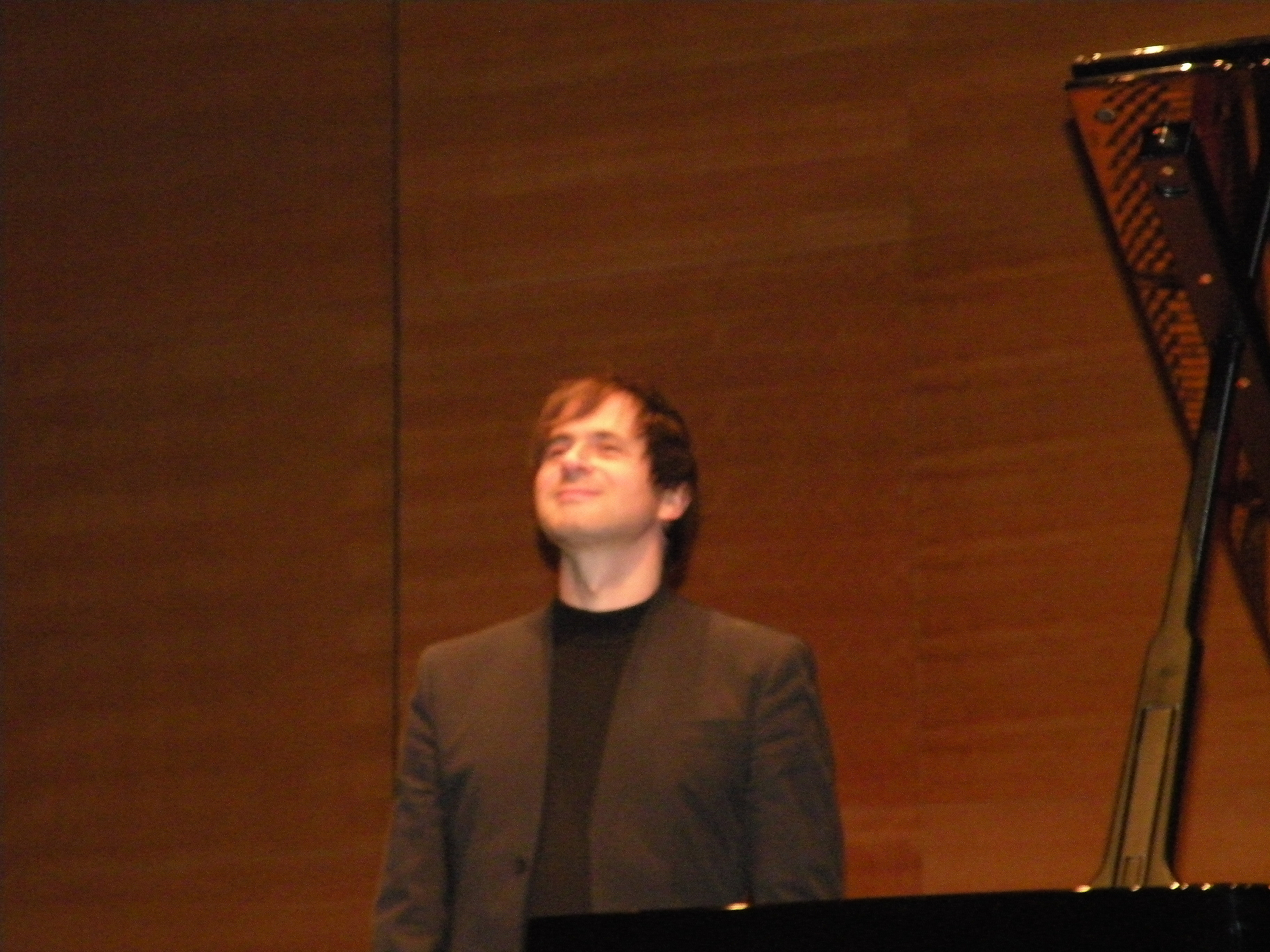
피오트르 안데르셰프스키 (2009년)

피오트르 안데르셰프스키(폴란드어: Piotr Anderszewski, 1969년 4월 4일 ~ )은 폴란드의 피아니스트이자 작곡가이다.
안데르셰프스키는 폴란드 바르샤바에서 폴란드인 아버지와 헝가리인 어머니 사이에 태어났다. 두 살 위 누나인 도로타 안데르셰프스카(Dorota Anderszewska)는 바이올리니스트이다. 그는 바르샤바의 쇼팽 음악대학과 스트라스부르 (헬렌 보쉬 사사) 및 리옹의 음악원에서 피아노를 공부했다. 18세 때 그는 로스앤젤레스에 있는 서던캘리포니아 대학교 손튼 음대에서 장학금을 받으며 1년을 보냈다. 20대 후반에는 머리 퍼라이아, 푸총, 레온 플라이셔의 지도를 받았다.
1996년 폴란드 레이블 CD Accord(CD 어코드)에서 첫 솔로 앨범을 냈고,  2000년에 버진 클래식스(Virgin Classics)과 독점적으로 계약했다. 1995년, 1997년 바이올리니스트 빅토리야 물로바와 필립스에서 바이올린 소나타 음반을 낸 안데르셰프스키는 1999년 아르모니아 문디에서 바흐 음반을, 2018년 알파 레이블에서는 벨차 콰르텟(Belcea Quartet)과 쇼스타코비치 음반을 내기도 했다. 버진 클래식스 레이블에서의 첫 번째 음반은 쇼크 뒤 몽드 드 라 뮈지크(Choc du Monde de la Musique) 및 에코 클라시크(Echo Klassik) 상을 비롯한 많은 상을 받은 루트비히 판 베토벤의 디아벨리 변주곡이다. 그래미상 후보에 오른 요한 제바스티안 바흐의 파르티타 1, 3, 6 음반과 쇼팽의 작품집도 있다. 그의 고국 폴란드의 대표적인 작곡가 카롤 시마노프스키의 음악에 대한 그의 깊은 이해는 피아노 솔로 작품 녹음에서 빛을 발하며, 이 음반은 2006년 클래식 FM 그래모폰 어워드(Classic FM Gramophone Award - 현재 '그라모폰 어워드') 최고의 기악 디스크 부문에서 수상했다. 버진 클래식에서의 마지막 음반인 로베르트 슈만 작품집으로 2012년 4월 12일, 런던에서 BBC Music Magazine Awards '올해의 음반상' 및 독자 투표로 선정하는 '기악 부문'에서 수상했다. 2014년 이후 발표한 모든 앨범은 그라모폰 어워드 수상 또는 최종후보에 올랐다, 2015년 바흐 영국모음곡 음반으로 '기악 부문'에서, 2021년에는 바흐 평균율 클라비어 제2권 선집으로 그 해 기악부문에서 분리/신설된 '피아노 부문'에서 수상했다.  
2021년 11월, 2023년 2월에 롯데콘서트홀에서 리사이틀을 가졌으며, 롯데콘서트홀을 뚫은 몇 안되는 피아니스트 중 하나로 꼽힌다. 특히, 2023년 내한 공연에서 연주한 베토벤 피아노 소나타 31번, op. 110번은 깊은 인상을 남겼다.  
더 자세한 정보는 폴란드 문화 해외 홍보를 담당하는 폴란드 아담 미츠키에비츠 문화원 홈페이지이 자료를 참고하면 좋다. (https://culture.pl/kr/artist/piotr-anderszewski)

## 디스코그래피
- 1995 – ⟪드뷔시, 야나체크, 프로코피예프 바이올린 소나타 Debussy, Janacek, Prokofiev Sonata for violin and piano⟫ / 피오트르 안데르셰프스키 & 빅토리야 물로바 / 필립스
- 1996 – ⟪바흐, 베토벤, 베베른 Bach, Beethoven, Webern⟫ / CD 어코드 - 첫 솔로 음반
- 1997 – ⟪브람스 바이올린 소나타 전곡 Brahms complete Violin Sonatas⟫ / 피오트르 안데르셰프스키 & 빅토리야 물로바 / 필립스
- 1998 – ⟪베토벤, 모차르트, 슈베르트 바이올린 소나타 Beethoven, Mozart, Schubert Sonata for violin and piano⟫ / 피오트르 안데르셰프스키 & 도로타 안데르셰프스카 / CD 어코드
- 1999 – ⟪바흐 프랑스 모음곡 5번, 프랑스 양식의 서곡 French Suite No. 5, Overture in the French Style⟫ / 아르모니아 문디
- 2001. 1. 1 – ⟪디아벨리 왈츠 주제에 의한33개의 변주곡 33 Variations on a Waltz by Diabelli, Op. 120⟫ / 버진 클래식스 (2013년 이후 재발매 에라토)
- 2002. 2. 1 – ⟪모차르트 피아노 협주곡 KV467, KV 491⟫ / 피오트르 안데르셰프스키 & 신포니아 바르소비아 / 버진 클래식스 (2013년 이후 재발매 에라토)
- 2002. 10. 6 – ⟪바흐 파르티타 1,3 & 6 Partitas Nos. 1, 3 & 6⟫ / 버진 클래식스 (2013년 이후 재발매 에라토)
- 2003 – ⟪쇼팽 발라드, 마주르카, 폴로네즈Mazurkas, Ballades, Polonaises⟫ / 버진 클래식스 (2009년 재발매 에라토)
- 2004 – ⟪바흐, 베토벤, 베베른 Bach, Beethoven, Webern⟫ / 버진 클래식스 (CD 어코드 음반 재발매, 2013년 이후 재발매 에라토)
- 2005. 6. 5 – ⟪시마노프스키 피아노 소나타 3번, 메토페, 가면 Szymanowski: Piano Sonata No. 3, Métopes, Masques⟫ / 버진 클래식스 (2013년 이후 재발매 에라토)
- 2006. 2. 6 – ⟪모차르트 피아노 협주곡 KV 453 i KV 466 ⟫ / 버진 클래식스 (2013년 이후 재발매 에라토)
- 2008 – ⟪베토벤 바가텔 op. 126, 피아노 협주곡 1번 C Major op.15⟫ / 버진 클래식스 (2013년 이후 재발매 에라토)
- 2009. 5. 10 – ⟪카네기 홀 공연 실황 Piotr Anderszewski at Carnegie Hall⟫ / 버진 클래식스 (2013년 이후 재발매 에라토)
- 2009. 9. 27 – 재발매 ⟪쇼팽 발라드, 마주르카, 폴로네즈Mazurkas, Ballades, Polonaises⟫ / 버진 클래식스 (2013년 이후 재발매 에라토)
- 2011. 2. 28 – ⟪슈만 작품집 Schumann⟫ / 버진 클래식스 (2013년 이후 재발매 에라토)
- 2014. 11. 3 – ⟪바흐 영국 모음곡 1, 3 & 5 Bach - English Suites 1, 3 and 5⟫ / 워너 클래식스
- 2017. 2. 17 – ⟪모차르트 슈만 환상곡 Mozart, Schuman – Fantaisies⟫ / 워너 클래식스
- 2018. 1. 26 – ⟪모차르트 피아노 협주곡 KV 595 , KV 503⟫ / 워너 클래식스
- 2018 – ⟪쇼스타코비치 현악 사중주 3번, 피아노 오중주⟫ / 피오트르 안데르셰프스키 & 벨체아 콰르텟 / 알파 클래식스
- 2021. 1. 29 – ⟪바흐 평균율 클라비어 2권 선집 Bach - Well-tempered clavier, Book 2 (Excerpts⟫ / 워너 클래식스
- 2022. 1. 28 –  Visual album ⟪바흐 평균율 클라비어 2권 엘프필하모니 실황 Bach: Well-Tempered Clavier Live at Elbphilharmonie⟫ / 워너 클래식스
- 2024. 1. 26 – ⟪버르토크, 야나체크, 시마노프스키 Bartók, Janáček, Szymanowski⟫ / 워너 클래식스

## 주요 수상 이력
- 1994 - 폴란드 시사 주간지 《폴리티카 Polityka⟫가 각 분야에서 두각을 나타낸 인물에게 수여하는 '패스포트Paszport' 선정.
- 1996 – 폴란드 음반산업상인 '프리데리크 Fryderyk 96' 수상(Nagroda polskiego przemysłu fonograficznego Fryderyk) - ⟪바흐, 베토벤, 베베른 Bach, Beethoven, Webern⟫
- 2000 - 카롤 시마노프스키 재단에서 뛰어난 젊은 아티스트에게 수여하는 '시마노프스키 재단 상(Nagroda Fundacji im. Karola Szymanowskiego) 수상.
- 2001 - 로열 필하모닉 소사이어티 상(Royal Philharmonic Society Music Awards) '기악' 부문 수상.
- 2001 – 프랑스 음악지 '음악의 세계(Le Monde de la musique)'에서 수여하는 상(Choc du Monde de la Musique) 수상, 디아파종 도르(Diapason d'Or)선정 - ⟪디아벨리 왈츠 주제에 의한33개의 변주곡 33 Variations on a Waltz by Diabelli, Op. 120⟫
- 2002 - 길모어 아티스트 상(Gilmore Artist Award) 수상
- 2004 - 제46회 그래미 상(Annual Grammy Awards) '클래식-기악' 부문 후보 - ⟪바흐 파르티타 1,3 & 6 Partitas Nos. 1, 3 & 6⟫
- 2006 - 그라모폰 상(Gramophone Classical Music Awards) '기악' 부문 수상 - ⟪시마노프스키 피아노 소나타 3번, 메토페, 가면 Szymanowski: Piano Sonata No. 3, Métopes, Masques⟫
- 2006 – 제48회 그래미 상(Annual Grammy Awards) '클래식-기악' 부문 후보 - ⟪시마노프스키 피아노 소나타 3번, 메토페, 가면 Szymanowski: Piano Sonata No. 3, Métopes, Masques⟫
- 2010 - 폴란드 문화유산부 상(Doroczna Nagroda Ministra Kultury i Dziedzictwa Narodowego) '음악' 부문 수상
- 2012 – BBC Music Magazine Awards '올해의 음반상' 및 독자 투표로 선정하는 '기악 부문' 수상 - ⟪슈만 작품집 Schumann⟫
- 2015 – 그라모폰 상 '기악' 부문 수상, 에코 클라시크 상(Echo Klassik Awards) '올해의 솔로 레코딩(Solo Recording of the Year - music until incl. 17 /18 century piano) 수상, - ⟪바흐 영국 모음곡 1, 3 & 5 Bach - English Suites 1, 3 and 5⟫
- 2015 - 폴란드 십자훈장 기사장(Krzyż Kawalerski Orderu Odrodzenia Polski) 수훈
- 2017 – 그라모폰 상 기'악 부문' 최종 후보 - ⟪모차르트 슈만 환상곡 Mozart, Schuman – Fantaisies⟫
- 2018 – 그라모폰 상 '협주곡 부문' 최종 후보 - ⟪모차르트 피아노 협주곡 KV 595 , KV 503⟫
- 2019 – 그라모폰 상 '실내악 부문' 최종 후보 - ⟪쇼스타코비치 현악 사중주 3번, 피아노 오중주⟫ / 피오트르 안데르셰프스키 & 벨체아 콰르텟
- 2021 – 그라모폰 상 '피아노 부문' 수상 - ⟪바흐 평균율 클라비어 2권 선집 Bach - Well-tempered clavier, Book 2 (Excerpts ⟫
- 2022 – 세계 클래식 음악 상(ICMA Awards) '바로크 기악 부문' 최종 후보 - ⟪바흐 평균율 클라비어 2권 선집 Bach - Well-tempered clavier, Book 2 (Excerpts ⟫
- 2024 – 그라모폰 상 '피아노 부문' 최종 후보 - ⟪버르토크, 야나체크, 시마노프스키 Bartók, Janáček, Szymanowski⟫ / 워너 클래식스